# Fukumoto Miho
Fukumoto Miho (福元 美穂; Hepburn: Fukumoto Miho) (Kagosima prefektúra, 1983. október 2. –) japán válogatott labdarúgó.

## Klub
A labdarúgást az Okayama Yunogo Belle csapatában kezdte. 2001 és 2016 között az Okayama Yunogo Belle csapatában játszott. 259 bajnoki mérkőzésen lépett pályára. 2016-ban az INAC Kobe Leonessa csapatához szerződött. 2019-ben a Chifure AS Elfen Saitama csapatához szerződött.

## Nemzeti válogatott
A japán U20-as válogatott tagjaként részt vett a 2002-es U19-es világbajnokságon.
2002-ben debütált a japán válogatottban. A japán válogatott tagjaként részt vett a 2007-es, a 2011-es, 2015-ös világbajnokságon és a 2008. a 2012. évi nyári olimpiai játékokon. A japán válogatottban 81 mérkőzést játszott.

## Statisztika
| Japán válogatott | Japán válogatott | Japán válogatott |
| Időszak          | Mérk.            | gól              |
| ---------------- | ---------------- | ---------------- |
| 2002             | 1                | 0                |
| 2003             | 1                | 0                |
| 2004             | 0                | 0                |
| 2005             | 4                | 0                |
| 2006             | 13               | 0                |
| 2007             | 14               | 0                |
| 2008             | 14               | 0                |
| 2009             | 0                | 0                |
| 2010             | 4                | 0                |
| 2011             | 5                | 0                |
| 2012             | 11               | 0                |
| 2013             | 3                | 0                |
| 2014             | 5                | 0                |
| 2015             | 4                | 0                |
| 2016             | 2                | 0                |
| Összesen         | 81               | 0                |

## Sikerei, díjai
Japán válogatott
- Olimpiai játékok:  Ezüst; 2012
- Világbajnokság:  Arany; 2011,  Ezüst; 2015
- Ázsia-kupa:  Arany; 2014,  Bronz; 2008, 2010

Klub
- Japán bajnokság: 2014

Egyéni
- Az év Japán csapatában: 2006, 2012, 2014